# Michael Learned

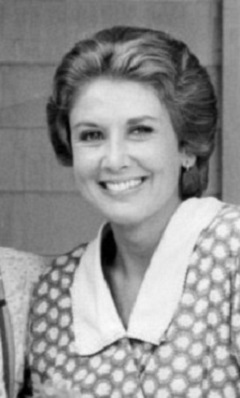
Michael Learned

Michael Learned (Washington, 9 aprile 1939) è un'attrice statunitense, candidata quattro volte al Golden Globe e vincitrice di tre Premi Emmy.

## Biografia
Nata a Washington, da ragazza si trasferisce per un periodo in Austria, dove suo padre lavorava come diplomatico. Dopo la partecipazione a diverse serie TV negli anni '60, nel 1972 inizia a recitare nel ruolo di Olivia Walton nella serie Una famiglia americana, a cui prende parte fino al 1979 comparendo in 179 episodi. Grazie a questo lavoro ottiene quattro volte la candidatura al Golden Globe per la miglior attrice in una serie drammatica (consecutivamente dal 1973 al 1976). Vince anche tre Premi Emmy (1973, 1974 e 1976) su sei candidature, ottenute tra il 1973 e il 1978. Nella stagione 1981-1982 è protagonista della serie Mary Benjamin. Con questa produzione vince il suo quarto Emmy nel 1981.
Negli anni '80 ottiene anche dei ruoli cinematografici come quelli in Touched by Love (1980) e Power - Potere (1986). Nel 1988 partecipa a sette episodi di Hothouse, mentre l'anno dopo interpreta Trish Carlin in Living Dolls. Nei primi anni '90 prende parte a diversi film per il cinema (Dragon - La storia di Bruce Lee) e per la televisione (tra cui Gunsmoke: The Last Apache, A Walton Thanksgiving Reunion).
Nel 2006 recita in sei episodi di Scrubs. Nel 2010 è parte del cast di General Hospital, mentre nel 2011 compare in 14 episodi di Febbre d'amore. Nel 2016 partecipa al cortometraggio Second Acts, diretto da Anya Adams.
Nel 2022 è uno dei personaggi principali della serie Netflix Dahmer - Mostro: la storia di Jeffrey Dahmer, dove interpreta Catherine Dahmer, la bisbetica nonna dello spietato serial killer Jeffrey Dahmer. La serie si rivelerà una fortuna, piazzandosi al primo posto tra le serie Netflix più viste del 2022.

## Vita privata
Michael Learned si è sposata a 17 anni, nel 1956 con l'attore Peter Donat, da cui ha avuto tre figli: Chris, Caleb e Lucas; lei e Peter divorziarono nel 1972. Dal 1974 al 1977 è stata sposata con Glenn Chadwick.
Nel 1979 si è sposata con l'attore William Parker. Dopo il loro divorzio, si è risposata nel 1991 con l'avvocato John Doherty.

## Filmografia parziale

### Cinema
- Touched by Love, regia di Gus Trikonis (1980)
- Power - Potere, regia di Sidney Lumet (1986)
- Dragon - La storia di Bruce Lee, regia di Rob Cohen (1993)

### Televisione
- Una famiglia americana (The Waltons) - serie TV, 179 episodi (1971-1981)
- Mary Benjamin (Nurse) - serie TV, 25 episodi (1981-1982)
- Roots: The Gift - film TV (1988)
- Oltre la legge - L'informatore (Wiseguy) - serie TV, episodi 4x07-08 (1990)
- Terra promessa (Promised Land) - serie TV, episodio 2x17 (1998)
- Law & Order - Unità vittime speciali (Law & Order: Special Victims Unit) - serie TV, episodio 4x17 (2003)
- Scrubs - Medici ai primi ferri (Scrubs) - serie TV, 6 episodi (2007)
- Febbre d'amore (The Young and the Restless) - serie TV, 14 episodi (2011)
- Dahmer - Mostro: la storia di Jeffrey Dahmer (Dahmer - Monster: The Jeffrey Dahmer Story) - serie TV, 5 episodi (2022)

## Premi e riconoscimenti
- Primetime Emmy Awards
  - 1973 - Migliore attrice protagonista in una serie drammatica - Una famiglia americana (The Waltons)
  - 1974 - Migliore attrice protagonista in una serie drammatica - Una famiglia americana (The Waltons)
  - 1976 - Migliore attrice protagonista in una serie drammatica - Una famiglia americana (The Waltons)
  - 1982 - Migliore attrice protagonista in una serie drammatica - Mary Benjamin (Nurse)